# برکلی (فیلم)
«برکلی» (انگلیسی: Berkeley (film)) یک فیلم به کارگردانی بابی روث است که در سال ۲۰۰۵ منتشر شد. از بازیگران آن می‌توان به تام مورلو، هنری وینکلر، و سارا کارتر اشاره کرد.